# Roeselia punctilinea
Roeselia punctilinea är en fjärilsart som beskrevs av Max Wilhelm Karl Draudt 1918. Roeselia punctilinea ingår i släktet Roeselia och familjen trågspinnare. Inga underarter finns listade.